# Shivnarine Chanderpaul
Shivnarine Chanderpaul (Unity Village, 16 agosto 1974) è un crickettista guyanese, considerato uno dei più forti battitori a cavallo tra gli anni '90 e gli anni 2000.

## Biografia
Nato in un piccolo villaggio della Guyana, debuttò nel 1991 nel Regional Four Day Competition con la maglia della Guyana, in cui ha militato per tutta la carriera e milita tuttora. Durante i periodi di pausa del campionato caraibico ha giocato anche nel County Championship con le maglie del Durham, del Lancashire, del Warwickshire e del Derbyshire. Ha giocato anche nella Indian Premier League con la maglia dei Royal Challengers Bangalore e nella Bangladesh Premier League con i Khulna Royal Bengals.
Ha debuttato in nazionale in forma test nel marzo 1994 contro l'Inghilterra e pochi mesi dopo in forma ODI contro l'India. È diventato capitano della nazionale nel 2004 ed è stato il primo giocatore caraibico a raggiungere i 100 test match disputati con la squadra delle Indie Occidentali Britanniche. Complessivamente nei suoi 161 test ha realizzato oltre 11.000 runs e 30 centuries.
A livello individuale ha vinto il Sir Garfield Sobers Trophy nel 2008 ed è stato incluso tra i finalisti del premio anche nel 2007.